# Perívleptos
Perívleptos är en ort i Grekland.   Den ligger i prefekturen Nomós Ioannínon och regionen Epirus, i den nordvästra delen av landet, 300 km nordväst om huvudstaden Aten. Perívleptos ligger 684 meter över havet och antalet invånare är 466.
Terrängen runt Perívleptos är kuperad åt nordväst, men åt sydost är den bergig. Runt Perívleptos är det ganska glesbefolkat, med 40 invånare per kvadratkilometer. Närmaste större samhälle är Ioánnina, 12,5 km sydost om Perívleptos. I omgivningarna runt Perívleptos växer i huvudsak blandskog.